# Chlorocoma octoplagiata
Chlorocoma octoplagiata är en fjärilsart som beskrevs av Holloway 1979. Chlorocoma octoplagiata ingår i släktet Chlorocoma och familjen mätare. Inga underarter finns listade i Catalogue of Life.